# Adrián Fernández Palacios
Néstor Adrián Fernández Palacios (Asunción, Paraguay; 4 de agosto de 1992) es un futbolista paraguayo. Juega como delantero y su equipo actual es la Asociación deportiva Tarma de la Liga 1 de Perú.

## Trayectoria

### Inicios
Adrián Férnandez, hijo de Néstor Férnandez, un recordado delantero de extensa trayectoria en el fútbol paraguayo durante la década de 1980, se inició como jugador en Cerro Porteño de la mano de su padre, citado anteriormente, quien lo forjó en sus primeros años y lo animó a que jugara al fútbol. Gracias al fruto de un gran entrenamiento, nació una personalidad aguerrida, que compensaba su falta de técnica con su agresividad, entrega, y además tenía un gran físico imponente que llamaba la atención de todos. Allí estuvo hasta mitad de 2011.

### Independiente
En agosto de ese mismo año, Martín Iglesias fue a buscarlo de Paraguay y vino a probar en el Independiente de Avellaneda donde quedó, aunque estuvo toda la segunda etapa del año en el club, pero sin poder jugar por problemas de papeles. A partir del año 2012 quedó habilitado y pudo debutar, para luego terminar marcando 6 goles en 7 partidos disputados por el torneo de 4ª división de las inferiores del fútbol argentino.
Lo convocaron para jugar el partido de la Reserva en el 23 de junio de 2012, que dio sus frutos porque marcó un gol ante Tigre. en el último minuto.
En julio de 2012, fue convocado por Cristian Díaz para realizar la pretemporada en Tandil con la Primera División.
La pretemporada le sirvió para ponerse a punto, para preparar el físico de cara a una nueva temporada. De esta manera, junto a Lucas Villalba, que estuvieron con el plantel de Primera en Tandil, fueron tenidos en cuenta por Cristian Díaz como variantes en el lateral izquierdo y en la delantera, firmando el 30 de julio de este mismo año sus primeros contratos que lo vinculan con el Rojo por los próximos 5 años, hasta junio del año 2017.
Recibió ofertas para comprar su pase completo de Sol de América (por u$s 600 mil, que fue desestimada por Independiente) y en noviembre de 2012 otra del Chievo Verona italiano por € 800 mil, que fue contraofertada por el club.
El 5 de abril de 2013 debuta en un partido contra All Boys por la octava fecha del Torneo Final 2013 entrando a los 21 minutos del segundo tiempo, el partido terminaría perdido para Independiente por 2 a 0.
El 12 de abril de 2013 en un partido contra Unión de Santa Fe marcó su primer tanto, cortando la racha de delanteros sin poder convertir goles en el club después de 9 fechas. El 28 de abril de 2013 marcó su segundo tanto en primera ante Argentinos Juniors para poner el 3 a 1 definitivo.El domingo 5 de mayo marco su primer doblete en su profesionalismo, marcándole a Tigre desde 35.9 metros de distancia y luego, en su segundo gol, quemando las manos a Javier García el arquero de Tigre. Gracias a esos dos goles del guaraní, Independiente ganó por 2-0, dándole posibilidades para seguir en la Primera División del Fútbol Argentino.
El 19 de mayo de 2013 en un partido contra San Martín de San Juan realiza una asistencia de cabeza desde un lateral sacado por Claudio Morel Rodríguez para que su compañero, Juan Fernando Caicedo, convierta su primer gol con la camiseta de Independiente, frente al arquero del rival, llamado Luis Ardente. Este partido lo ganó Independiente con un gol de Fernando Godoy y dos del ya mencionado Juan Fernando Caicedo. Luego, a los 20 del ST, se fue reemplazado por su compañero de inferiores Francisco Pizzini.
Gracias a estas actuaciones, la Selección de fútbol de Paraguay y el técnico Gerardo Pelusso lo estuvo siguiendo, estando cerca de ser convocado a las eliminatorias del mundial de Brasil 2014, lo que finalmente no ocurrió.
Durante la temporada 2013/14, luego de que el rojo descendiera a la Primera B Nacional y por el arribo de delanteros de trayectoria como Facundo Parra, Sebastián Penco, Cristian Menéndez, y por diversas lesiones, Fernández no tendría muchas oportunidades. Convirtió el gol del empate ante Boca Unidos en el comienzo de la segunda rueda.

### Quilmes
En julio de 2014, es traspasado a Quilmes Atlético Club a préstamo con opción de compra.
El 8 de septiembre frente a Arsenal de Sarandí convierte de cabeza su primer gol para el conjunto cervecero.

## Clubes
| Club                       | País      | Año         |
| -------------------------- | --------- | ----------- |
| Cerro Porteño              | Paraguay  | 2010 - 2012 |
| Independiente              | Argentina | 2012 - 2014 |
| Quilmes                    | Argentina | 2014 - 2015 |
| Libertad                   | Paraguay  | 2015 - 2016 |
| Independiente Rivadavia    | Argentina | 2016        |
| Almagro                    | Argentina | 2017        |
| Sportivo Luqueño           | Paraguay  | 2017        |
| UAI Urquiza                | Argentina | 2018 - 2019 |
| San Lorenzo                | Paraguay  | 2019        |
| Racing                     | Uruguay   | 2020        |
| Portuguesa F.C.            | Venezuela | 2021        |
| Alianza Atlético           | Perú      | 2022 -2024  |
| Asociación deportiva Tarma | Perú      | 2025-act    |

## Estadísticas
| Club | Div.          | Temporada     | Liga  | Liga  | Copas nacionales(1) | Copas nacionales(1) | Copas internacionales(2) | Copas internacionales(2) | Total(3) | Total(3) |
| Club | Div.          | Temporada     | Part. | Goles | Part.               | Goles               | Part.                    | Goles                    | Part.    | Goles    |
| --- | ------------- | ------------- | ----- | ----- | ------------------- | ------------------- | ------------------------ | ------------------------ | -------- | -------- |
| Independiente Argentina | 1.ª           | 2012-13       | 12    | 4     | —                   | —                   | —                        | —                        | 12       | 4        |
| Independiente Argentina | 2.ª           | 2013-14       | 11    | 1     | —                   | —                   | —                        | —                        | 11       | 1        |
| Independiente Argentina | Total club    | Total club    | 23    | 5     | 0                   | 0                   | 0                        | 0                        | 23       | 5        |
| Quilmes Argentina | 1.ª           | 2014          | 15    | 2     | 1                   | 0                   | —                        | —                        | 16       | 2        |
| Quilmes Argentina | 1.ª           | 2015          | 4     | 0     | —                   | —                   | —                        | —                        | 4        | 0        |
| Quilmes Argentina | Total club    | Total club    | 19    | 2     | 1                   | 0                   | 0                        | 0                        | 20       | 2        |
| Libertad Paraguay | 1.ª           | 2015          | 4     | 1     | —                   | —                   | 1                        | 0                        | 5        | 1        |
| Libertad Paraguay | 1.ª           | 2016          | 3     | 2     | —                   | —                   | —                        | —                        | 3        | 2        |
| Libertad Paraguay | Total club    | Total club    | 7     | 3     | 0                   | 0                   | 1                        | 0                        | 8        | 3        |
| Independiente Rivadavia Argentina | 2.ª           | 2016          | 12    | 1     | —                   | —                   | —                        | —                        | 12       | 1        |
| Independiente Rivadavia Argentina | Total club    | Total club    | 12    | 1     | 0                   | 0                   | 0                        | 0                        | 12       | 1        |
| Sportivo Luqueño Paraguay | 1.ª           | 2017          | 13    | 2     | —                   | —                   | 2                        | 0                        | 15       | 2        |
| Sportivo Luqueño Paraguay | Total club    | Total club    | 13    | 2     | 0                   | 0                   | 2                        | 0                        | 15       | 2        |
| Almagro Argentina | 2.ª           | 2017-18       | 20    | 1     | —                   | —                   | —                        | —                        | 20       | 1        |
| Almagro Argentina | Total club    | Total club    | 20    | 1     | 0                   | 0                   | 0                        | 0                        | 20       | 1        |
| UAI Urquiza Argentina | 2.ª           | 2018-19       | 11    | 0     | —                   | —                   | —                        | —                        | 11       | 0        |
| UAI Urquiza Argentina | Total club    | Total club    | 11    | 0     | 0                   | 0                   | 0                        | 0                        | 11       | 0        |
| San Lorenzo Paraguay | 1.ª           | 2019          | 28    | 4     | —                   | —                   | —                        | —                        | 28       | 4        |
| San Lorenzo Paraguay | Total club    | Total club    | 28    | 4     | 0                   | 0                   | 0                        | 0                        | 28       | 4        |
| Racing Club · Uruguay | 2.ª           | 2020          | 6     | 1     | —                   | —                   | —                        | —                        | 6        | 1        |
| Racing Club · Uruguay | Total club    | Total club    | 6     | 1     | 0                   | 0                   | 0                        | 0                        | 6        | 1        |
| Portuguesa F. C. · Venezuela | 1.ª           | 2021          | 29    | 14    | —                   | —                   | —                        | —                        | 29       | 14       |
| Portuguesa F. C. · Venezuela | Total club    | Total club    | 29    | 14    | 0                   | 0                   | 0                        | 0                        | 29       | 14       |
| Alianza Atlético · Perú | 1.ª           | 2022          | 26    | 9     | —                   | —                   | —                        | —                        | 26       | 9        |
| Alianza Atlético · Perú | 1.ª           | 2023          | 34    | 16    | —                   | —                   | —                        | —                        | 34       | 16       |
| Alianza Atlético · Perú | 1.ª           | 2024          | 16    | 4     | —                   | —                   | —                        | —                        | 16       | 4        |
| Alianza Atlético · Perú | Total club    | Total club    | 76    | 29    | 0                   | 0                   | 0                        | 0                        | 76       | 29       |
| ADT Perú | 1.ª           |               |       |       |                     |                     |                          |                          |          |          |
| ADT Perú |               |               |       |       |                     |                     |                          |                          |          |          |
| Total carrera | Total carrera | Total carrera | 244   | 60    | 1                   | 0                   | 3                        | 0                        | 248      | 60       |
| (1) Incluye datos de Copa Argentina. (2) Incluye datos de la Copa Sudamericana y Copa Libertadores. (3) No incluye goles en partidos amistosos. |               |               |       |       |                     |                     |                          |                          |          |          |